# Gradsbetegnelser i det amerikanske militær
De forskellige værn i det amerikanske militær har forskellige gradsbetegnelser:
- Gradsbetegnelser i den amerikanske hær
- Gradsbetegnelser i den amerikanske flåde
- Gradsbetegnelser i det amerikanske luftvåben
- Gradsbetegnelser i det amerikanske marinekorps
- Gradsbetegnelser i den amerikanske kystbevogtning